# ×Gasteraloe
×Gasteraloe ist eine Nothogattung aus der Unterfamilie der Affodillgewächse (Asphodeloideae). Ihre Hybrideltern sind die Gattungen Gasteria und Aloe.

## Beschreibung
Die Nothoarten der Nothogattung Gasteraloe wachsen in der Regel stammlos oder sind fast stammlos und bilden meist Polster. Die Laubblätter sind rosettig angeordnet. Ihre Blattoberfläche ist unterschiedlich gefleckt oder warzig. Am Blattrand befinden sich Zähne.
Der seitlich erscheinende Blütenstand ist einfach oder verzweigt. Seine Rispen sind locker. Die zygomorphen, nickenden oder ausgebreiteten Blüten sind gestielt und mit Brakteen versehen. Ihre Perigonröhre ist gelegentlich an ihrer Basis aufgebläht. Häufig ist sie oberhalb des Fruchtknotens gebogen. Das Perigon ist in der Regel an der Basis rötlich und zur Spitze hin grünlich. Die Perigonzipfel sind häufig länger als die Perigonröhre. Die Staubblätter und der Griffel ragen kaum aus der Blüte heraus.

## Systematik
Die Erstbeschreibung der Nothogattung ×Gasteraloe durch André Guillaumin wurde 1931 veröffentlicht. Synonyme sind ×Gastrolea E.Walther (1930, nom. inval. ICBN-Artikel H6.2), ×Lomateria Guillaumin (1931), ×Chamaeteria D.M.Cumming (1974) und ×Gaslauminia P.V.Heath (1994).
Die Nothogattung ×Gasteraloe umfasst folgende Nothoarten und Nothovarietäten:
- ×Gasteraloe bedinghausii (Radl) Guillaumin
= Aloe aristata × Gasteria disticha
- ×Gasteraloe beguinii (hort. ex Radl) Guillaumin
= Aloe aristata × Gasteria carinata var. verrucosa
  - ×Gasteraloe beguinii nothovar. beguinii
  - ×Gasteraloe beguinii nothovar. chludowii (Radl) G.D.Rowley
  - ×Gasteraloe beguinii nothovar. perfectior (Radl) Guillaumin
- ×Gasteraloe derbetzei (hort. ex A.Berger) Guillaumin
= Aloe striata × Gasteria acinacifolia
- ×Gasteraloe gloriosa (Guillaumin) G.D.Rowley
= Aloe purpurea × Gasteria bicolor var. bicolor
- ×Gasteraloe lapaixii (Radl) Guillaumin
= Aloe aristata × Gasteria bicolor var. bicolor
  - ×Gasteraloe lapaixii nothovar. lapaixii
  - ×Gasteraloe lapaixii nothovar. latifolia (Radl) Guillaumin
- ×Gasteraloe lynchii (Baker) G.D.Rowley
= Aloe striata × Gasteria carinata var. verrucosa
- ×Gasteraloe mortolensis (A.Berger) Guillaumin
= Aloe ?variegata × Gasteria acinacifolia
- ×Gasteraloe nowotnyi (Radl) G.D.Rowley
= Aloe aristata × Gasteria sp.
- ×Gasteraloe peacockii (Baker) G.D.Rowley
= Aloe sp. × Gasteria acinacifolia
- ×Gasteraloe pethamensis (Baker) G.D.Rowley
= Aloe variegata × Gasteria carinata var. verrucosa
- ×Gasteraloe pfrimmeri Guillaumin
= Aloe variegata × Gasteria sp.
- ×Gasteraloe prorumpens (A.Berger) G.D.Rowley
= Aloe sp. × Gasteria sp.
- ×Gasteraloe quehlii (Radl) G.D.Rowley
= Aloe sp. × Gasteria bicolor var. bicolor
- ×Gasteraloe radlii L.E.Newton
= Aloe variegata oder Aloe serrulata (= Aloe sp.) × Gasteria sp.
- ×Gasteraloe rebutii (hort. ex A.Berger) Guillaumin
= Aloe variegata × Gasteria sp.
- ×Gasteraloe sculptilis G.D.Rowley ex L.E.Newton
= Aloe variegata × Gasteria × cheilophylla
- ×Gasteraloe simoniana (Deleuil) Guillaumin
= Aloe striata × Gasteria disticha
- ×Gasteraloe smaragdina (hort. ex A.Berger) Guillaumin
= Aloe variegata × Gasteria acinacifolia

Darüber hinaus sind zahlreiche, nicht formal benannte Taxa bekannt.

## Nachweise